# Rosendo García Montesinos
Rosendo García Montesinos, [alias «Pelele»], (Petrel (Alicante), ? - id. 16 de noviembre de 1939) fue un ebanista y político socialista español, alcalde de Petrel entre enero de 1937 y diciembre de 1938.
Ebanista de profesión, era miembro de la Unión General de Trabajadores desde 1930 y del Partido Socialista Obrero Español desde 1932. Declarada la Guerra Civil tras el golpe de Estado de julio de 1936, se alistó en el Ejército Popular de la República y combatió en el frente de Guadarrama durante la batalla de Madrid. Después fue guardia de Asalto hasta que fue nombrado Alcalde-Presidente del Consejo Municipal en 1937, destacando en su labor por las obras públicas realizadas y por haber conseguido llevar alimentos hasta la localidad alicantina desde Andalucía en momentos de graves problemas de suministro durante la Guerra Civil.
Finalizada la guerra, fue detenido y recluido en un cine de verano de la localidad donde permaneció hasta ser trasladado a la plaza de toros de Monovar donde sufrió torturas. Juzgado en el otoño de 1939 por un Consejo de Guerra en juicio sumarísimo, fue condenado a muerte y fusilado en las tapias del cementerio de Petrel. Su familia no tuvo conocimiento del lugar donde se encontraba enterrado hasta que su familia localizó los restos en una fosa común. En virtud de la Ley de Memoria Histórica que establece "la ilegitimidad de los tribunales, jurados y cualesquiera otros órganos penales o administrativos que, durante la Guerra Civil, se hubieran constituido para  imponer, por motivos políticos, ideológicos o de creencias religiosas condenas o sanciones de carácter personal, así como sus resoluciones" y el derecho de las familias  obtener una "declaración de reparación y reconocimiento", el Ministerio de Justicia autorizó la exhumación de los restos de la fosa común del cementerio y emitió resolución de reconocimiento y reparadora de los hechos en septiembre de 2010.